# Vox clamantis in deserto

Vox clamantis in deserto est une locution latine signifiant littéralement « la voix de celui qui crie dans le désert » et, au sens figuré, « la personne dont les conseils restent ignorés ».

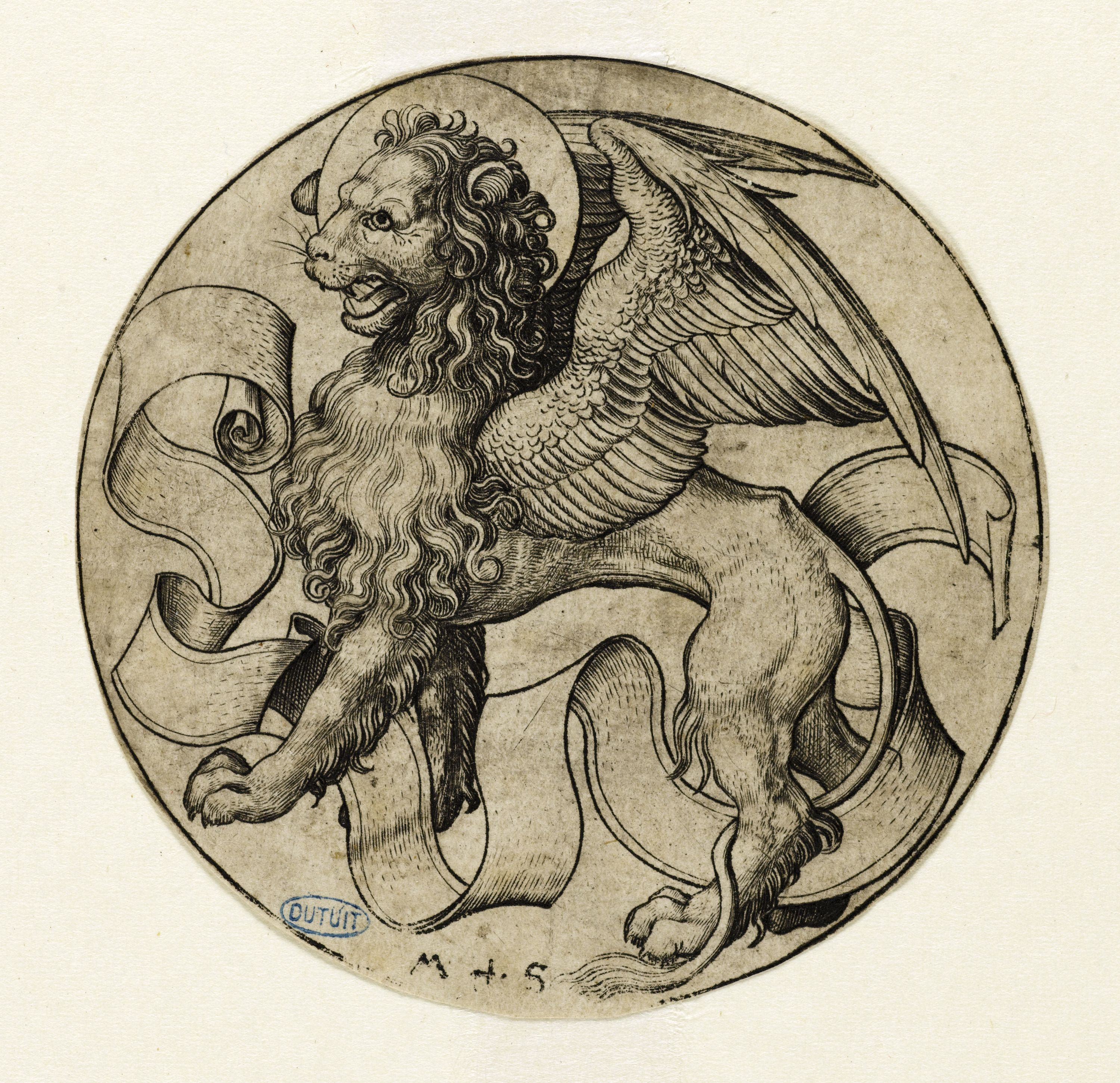
Une estampe du lion de saint Marc.

L'expression est connue dans les évangiles comme une référence à saint Jean le Baptiste, qui fut le précurseur de Jésus-Christ et qui prêcha dans le désert, sur les rives du Jourdain, le baptême des hommes pour laver leurs péchés. L'Évangile selon Marc 1:1-3 commence par les mots:
« Initium evangelii Iesu Christi Filii Dei. Sicut scriptum est in Isaia propheta: "Ecce mitto angelum meum ante faciem tuam, qui praeparabit viam tuam; vox clamantis in deserto: Parate viam Domini, rectas facite semitas eius" »
–  « COMMENCEMENT DE L’ÉVANGILE de Jésus, Christ, Fils de Dieu. Il est écrit dans Isaïe, le prophète : Voici que j’envoie mon messager en avant de toi, pour ouvrir ton chemin. Voix de celui qui crie dans le désert : Préparez le chemin du Seigneur, rendez droits ses sentiers. »
D’après ce passage, l'évangéliste Marc est souvent représenté comme un lion rugissant (voir l'image). L'Évangile selon Jean 1:22-23 décrit comme Jean-Baptiste lui-même se caractérise :
« Dixerunt ergo ei: "Quis es? Ut responsum demus his, qui miserunt nos. Quid dicis de teipso?" Ait: "Ego vox clamantis in deserto: Dirigite viam Domini, sicut dixit Isaias propheta". »
– « Alors ils lui dirent : « Qui es-tu ? Il faut que nous donnions une réponse à ceux qui nous ont envoyés. Que dis-tu sur toi-même ? » Il répondit : « Je suis la voix de celui qui crie dans le désert : Redressez le chemin du Seigneur, comme a dit le prophète Isaïe. »

## Influence culturelle
Aujourd'hui, l’expression est surtout utilisée dans son sens figuré (c'est-à-dire, « prêcher, parler en vain »), soit par influence de l'Évangile de Saint Jean, qui fait référence au fait que Jésus-Christ n'a pas été reconnu en tant que Fils de Dieu, soit parce-que dans le désert il n'y a personne qui puisse écouter le sermon du Jean-Baptiste.